# Martine Aubry

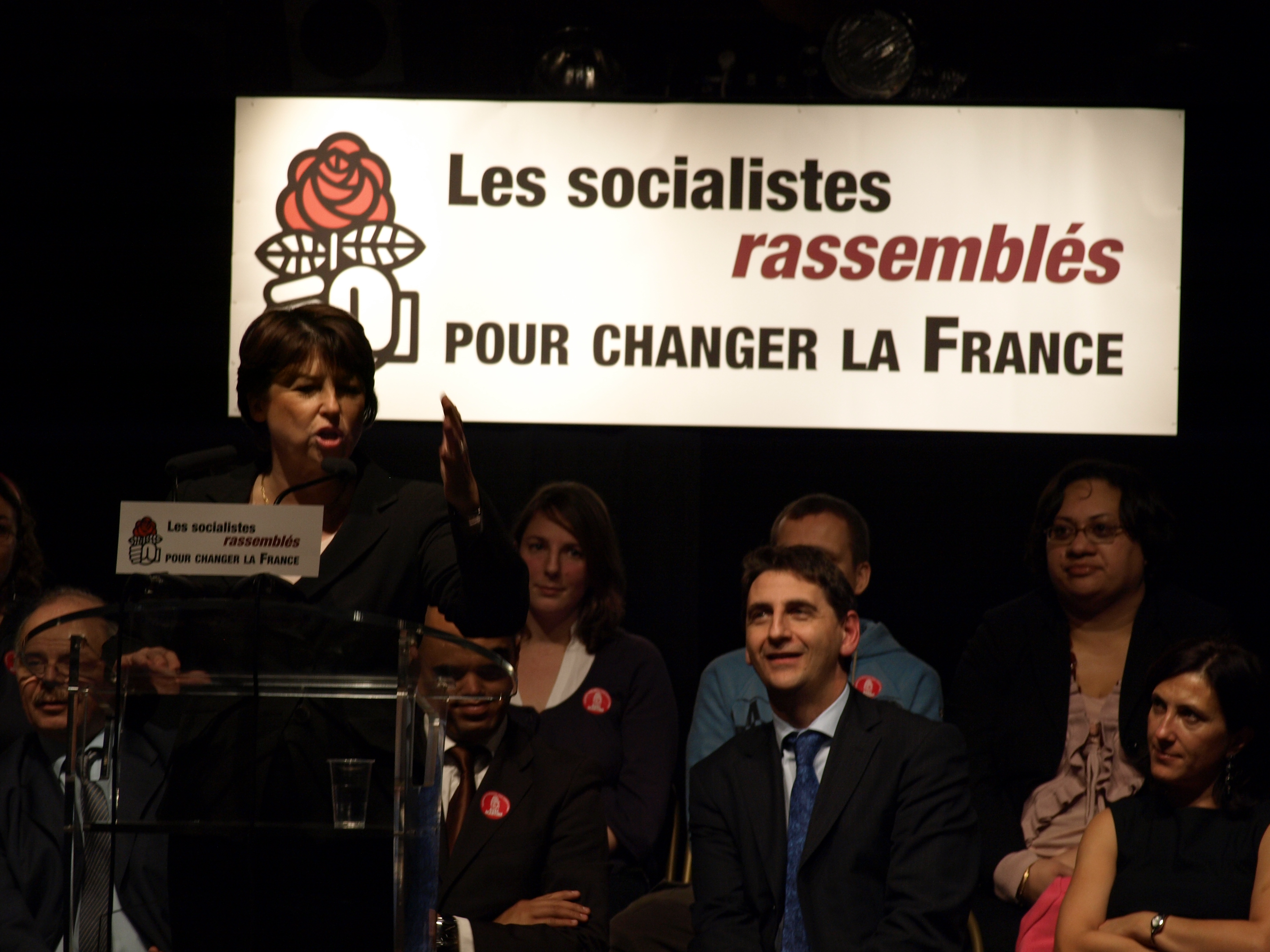
Martine Aubry w trakcie swojej kampanii (Aubervilliers, 2008)

Martine Aubry z domu Delors (wym. [maʁtin obʁi]; ur. 8 sierpnia 1950 w Paryżu) – francuska polityk, od 2008 do 2013 pierwszy sekretarz Partii Socjalistycznej, mer Lille, była minister pracy i spraw socjalnych.

## Życiorys
Jej ojciec Jacques Delors był francuskim ministrem finansów w czasie prezydentury François Mitterranda, przewodniczącym Komisji Europejskiej oraz niedoszłym kandydatem na prezydenta Francji. Martine Aubry w 1972 została absolwentką Instytutu Nauk Politycznych w Paryżu. Od 1973 do 1975 studiowała w École nationale d’administration. Pracowała później w administracji rządowej.
W 1974 wstąpiła do Partii Socjalistycznej. 15 maja 1991 została mianowana ministrem pracy w rządzie premier Édith Cresson. Zajmowała to stanowisko także w gabinecie Pierre’a Bérégovoy do 29 marca 1993, kiedy to kolejne wybory parlamentarne wygrała koalicja gaullistów i centrystów.
W 1995 objęła stanowisko zastępcy mera Lille. W 1997 została posłanką do Zgromadzenia Narodowego XI kadencji. Zrezygnowała jednak wkrótce z mandatu, obejmując urząd ministra spraw socjalnych w rządzie Lionela Jospina. Jej główną reformą było wprowadzenie 35-godzinnego tygodnia pracy, prawa nazwanego od jej nazwiska Loi Aubry. Reforma redukowała tygodniowy czas pracy z 39 do 35 godzin. Zrezygnowała z pracy w rządzie w związku z wyborem w 2001 na stanowisko mera miasta Lille. W 2008, 2014 i 2020 z powodzeniem ubiegała się o reelekcję.
W 2008 Martine Aubry wzięła udział w wyborach na funkcję I sekretarza Partii Socjalistycznej. W pierwszej turze głosowania (20 listopada) zajęła drugie miejsce z wynikiem 34,5% głosów, za Ségolène Royal (popartą przez 42,9% delegatów). W drugiej turze wyborów z 22 listopada pokonała swoją konkurentkę, zdobywając 50,02% głosów (różnica 42 głosów). Wyniki te zostały zakwestionowane przez Ségolène Royal, która zażądała powtórnego przeliczenia głosów. 25 listopada 2008, po powtórnym przeliczeniu głosów, Martine Aubry została oficjalnie ogłoszona nowym przewodniczącym Partii Socjalistycznej. Jednocześnie okazało się, iż pokonała Ségolène Royal różnicą 102 głosów na około 135 tys. głosujących.
W 2010 w obliczu wyborów prezydenckich zaplanowanych na 2012 zawarła układ z Dominique’em Strauss-Kahnem, który w przypadku wygranej socjalistów miał zostać prezydentem Francji, ona zaś premierem. Po aresztowaniu Dominique’a Strauss-Kahna wysunęła własną kandydaturę w wyborach prezydenckich. Prawybory prezydenckie w PS wygrał jednak François Hollande. 17 września 2012 zakończyła kierowanie Partią Socjalistyczną.